# Carlos Lugo
Carlos Lugo (Asunción, 30 de mayo de 1976) es un exfutbolista paraguayo. Jugaba de defensa central.

## Trayectoria
Llega al Perú para jugar por el Juan Aurich descendiendo ese año.
El momento más importante de su carrera lo vivió en diciembre del 2003: en la final de la Copa Sudamericana, anotó de tiro libre el gol que le dio a Cienciano la victoria y el título de campeón frente a River Plate de Argentina 1-0. Sus buenas actuaciones le valieron para jugar en la Selección de fútbol de Paraguay en el 2005.

## Clubes
| Club               | País      | Año       |
| ------------------ | --------- | --------- |
| Olimpia            | Paraguay  | 1998-1999 |
| Cerro Corá         | Paraguay  | 1999-2000 |
| All Boys           | Argentina | 2000-2001 |
| Juan Aurich        | Perú      | 2001-2002 |
| Cienciano          | Perú      | 2003-2004 |
| Colima             | México    | 2004      |
| Cienciano          | Perú      | 2005-2006 |
| Nacional           | Paraguay  | 2007      |
| Sport Boys         | Perú      | 2008      |
| Guabirá            | Bolivia   | 2008      |
| Sportivo 2 de Mayo | Paraguay  | 2009      |
| La Picada          | Argentina | 2012      |

## Palmarés

### Campeonatos internacionales
| Título              | Club      | País | Año  |
| ------------------- | --------- | ---- | ---- |
| Copa Sudamericana   | Cienciano | Perú | 2003 |
| Recopa Sudamericana | Cienciano | Perú | 2004 |

- Datos: Q5042288